# Kammerwasser

Anatomischer Aufbau des Auges (Kammerwasser hellblau)

Das Kammerwasser (Humor aquosus) ist eine klare Körperflüssigkeit in der vorderen und hinteren Augenkammer.

## Zusammensetzung
Das Kammerwasser ist von ähnlicher Konsistenz wie Blutserum, jedoch farblos, denn es enthält weniger Protein und kein Bilirubin. Es besteht zu 98 % aus Wasser, in dem vor allem Aminosäuren (aus den Ziliarmuskeln), Elektrolyte, Ascorbinsäure, Milchsäure, Glutathion und Immunglobulin G (IgG-Antikörper, kein IgD, IgA oder IgM) gelöst sind sowie Spuren von Wasserstoffperoxid.

## Stoffwechsel
Der Wasseranteil des Kammerwassers wird aus der Kohlensäure des Blutes durch α-Carboanhydrasen des Strahlenkörpergewebes gebildet. Ein menschliches Auge produziert etwa 3 bis 9 ml Kammerwasser pro Tag bei einem Augapfelvolumen von rund 6,5 ml.

## Weg des Kammerwassers

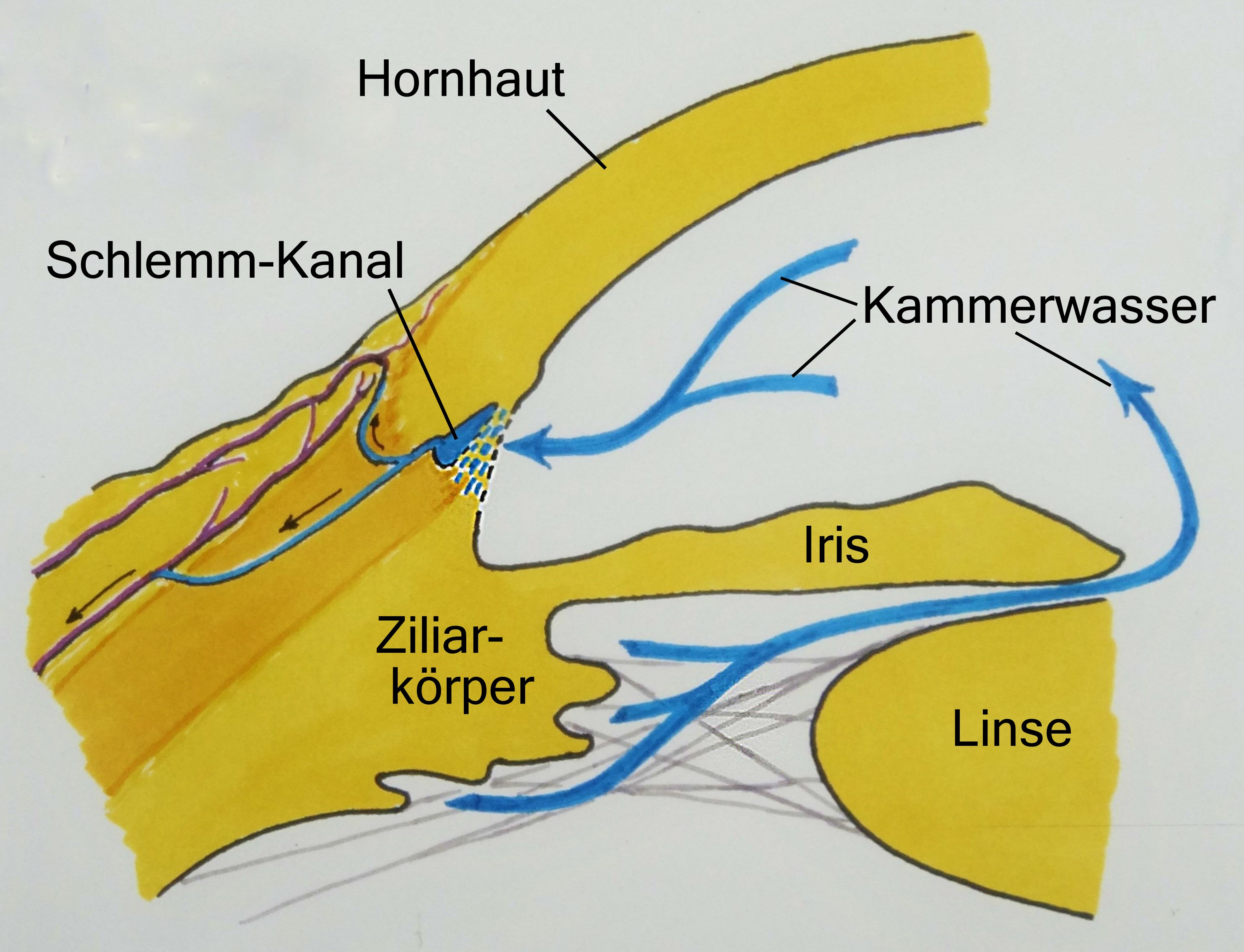
Schema des Kammerwasserflusses

Das Kammerwasser wird an den Ziliarfortsätzen gebildet, in die hintere Augenkammer abgegeben und gelangt durch die Pupille auch in die vordere Augenkammer. An der Vorderseite der Iris steigt das Kammerwasser aufgrund der höheren Temperatur nach oben, um daraufhin an der kühleren Rückseite der Hornhaut abzusinken. Etwa 85 % des Kammerwassers fließt durch das siebartige Geflecht im Kammerwinkel (Angulus iridocornealis) in den Schlemm-Kanal und gelangt über den Plexus venosus sclerae, ein venöses Geflecht in der Sclera, wieder in den Blutkreislauf (trabekulärer Abfluss). Rund 15 % des Abflusses erfolgt hingegen als uveoskleraler Abfluss über die Gefäße des Ziliarkörpers und der Iris.
Ähnlich wie bei der Blut-Hirn-Schranke sorgen ultrastrukturelle Zellabdichtungen für eine hochspezifische chemische Zusammensetzung des Kammerwassers (Blut-Kammerwasser-Schranke).

## Funktion
Das Kammerwasser enthält Nährstoffe für Linse und Hornhautendothel und dient mit seinem Gehalt an Immunfaktoren und seiner Zirkulation der Entfernung potentiell schädigender Agenzien aus dem Augeninneren. Zudem ist es beteiligt am Zustandekommen des Augeninnendrucks.

## Krankheiten
Kammerwasserverlust nach Eröffnung des Augapfels z. B. bei Operationen oder Unfällen kann zur Aderhautschwellung führen, insbesondere, wenn der entstandene Druckverlust nicht in kurzer Zeit ausgeglichen wird. Austretendes Kammerwasser kann mit Hilfe des Seidel-Tests nachgewiesen werden.
Eine Überproduktion des Kammerwassers oder Störungen des Kammerwasserabflusses können zu einem Anstieg des Augeninnendrucks führen und erhöhen damit das Risiko eines Glaukoms (Grüner Star).
Ein Defekt der Blut-Kammerwasser-Schranke kann zu Eintrübungen und Verklebungen führen.